# غريغ تروي
غريغ تروي (بالإنجليزية: Gregg Troy)‏ هو مدرب سباحة ‏ أمريكي، ولد في 19 ديسمبر 1950 في بيلفونتي في الولايات المتحدة.